# Выдерка (приток Поломети)
Выдерка — река в России, протекает в Демянском районе Новгородской области. Устье реки находится в 36 км по правому берегу реки Полометь. Длина реки составляет 12 км.
Единственный населённый пункт на реке — деревня Выдерка Кневицкого сельского поселения
Система водного объекта: Полометь → Пола → Ильмень → Волхов → Ладожское озеро → Нева → Балтийское море.

## Данные водного реестра
По данным государственного водного реестра России относится к Балтийскому бассейновому округу, водохозяйственный участок реки — Ловать и Пола, речной подбассейн реки — Волхов. Относится к речному бассейну реки Нева (включая бассейны рек Онежского и Ладожского озера).
Код объекта в государственном водном реестре — 01040200312102000022486.